# Le Sicilien (roman)
Pour les articles homonymes, voir Le Sicilien.
Le Sicilien (titre original The Sicilian) est un roman écrit par Mario Puzo en 1984.

## Synopsis
Ce livre raconte l'histoire romancée du personnage historique sicilien  Salvatore Giuliano. 
Le livre, en partie historique, élève au rang de mythe ce hors-la-loi sicilien controversé et le présente comme un rebelle à l'autorité ayant presque involontairement opté pour la clandestinité et la collusion avec la mafia sicilienne d'après-guerre. Salvatore est présenté comme un Robin des Bois moderne.

## Histoire
Salvatore est un brave et jeune berger sicilien aimé et respecté de tout son village. Un jour, il est obligé de prendre le maquis après avoir du tuer un policier qui le contrôlait lors d'un petit voyage de contrebande. Il va alors fédérer quelques hommes du village en résistant aux carabinieri italiens pour ensuite prendre les armes pour lutter contre l'état italien qui spoliait les siciliens laissés aux mains de la mafia. Il finira par organiser de vraies bandes armées qui seront à l'origine d'un massacre historique tristement célèbre en Sicile (le Massacre de Portella della Ginestra) qui conduira à l'assassinat brutal de plusieurs dizaines de villageois communistes manifestant paisiblement.
Le héros et ses fidèles seront pourchassés inlassablement jusqu'à la mort par l'état italien et par la mafia sicilienne, cette dernière voyant en eux des concurrents.

## Anecdotes
L'auteur lui-même a fait plusieurs fois l'erreur dans le livre d'écrire le nom du bandit Salvatore Giuliano avec l'orthographe erronée (mais courante) de Guiliano.
On notera que ce livre est presque relié au célèbre Le Parrain du même auteur car le héros de celui-ci, Michael Corleone doit aider à l'exil clandestin de Salvatore Giuliano vers les États-Unis.

## Adaptations
Le livre a été adapté au cinéma sous le titre The Sicilian par Michael Cimino avec Christophe Lambert dans le rôle de Salvatore Giuliano et John Turturro dans le rôle de son fidèle cousin et lieutenant, Gaspare Pisciotta.